# 1961 a sportban
1961 főbb sporteseményei a következők voltak:
- március 15. – május 4. – Sakkvilágbajnoki visszavágó mérkőzés Mihail Botvinnik és Mihail Tal között, amelyen Botvinnik visszaszerzi világbajnoki címét.
- Románia nyeri a férfi kézilabda-világbajnokságot
- Phil Hill nyeri a Formula–1-es világbajnokságot a Ferrarival.
- A. J. Foyt megnyeri a 45. Indianapolisi 500 mérföldes versenyt.

## Születések
- ? – Pablo Romero, pánamerikai játékok győztes és amatőr világbajnok kubai ökölvívó
- január 1.
  - Borisz Nyikolajevics Koreckij, szovjet színekben olimpiai és világbajnok orosz tőrvívó
  - Viktor Vasziljovics Paszulko, Európa-bajnoki ezüstérmes szovjet válogatott labdarúgó, ukrán labdarúgóedző
- január 3. – Rick LaFerriere, kanadai jégkorongozó
- január 8. – Calvin Smith, olimpiai és háromszoros világbajnok amerikai atléta
- január 10. – William Ayache, olimpiai bajnok és világbajnoki bronzérmes francia labdarúgó, hátvéd, edző
- január 11. – Adrian Heath, angol korosztályos válogatott labdarúgó, edző
- január 17.
  - Maia Csiburdanidze, szovjet-grúz sakkozó, női sakkvilágbajnok (1978–1991), 9-szeres sakkolimpiai bajnok
  - Szergej Alekszandrovics Szvetlov, olimpiai és világbajnok szovjet–orosz jégkorongozó
- január 18. – Veselin Vujović, montenegrói nemzetiségű olimpiai bajnok jugoszláv válogatott kézilabdázó
- január 23. – Dan Fascinato, kanadai jégkorongozó
- január 24. – Guido Buchwald, világbajnok német válogatott labdarúgó, hátvéd, edző, sportvezető, olimpikon
- január 26. – Wayne Gretzky, (The Great One) Stanley-kupa-győztes kanadai jégkorongozó, HHOF-tag és IIHF HOF-tag
- február 12. – Jorge Luis Valdés, olimpiai bajnok kubai baseballjátékos († 2025)
- február 19. – Ernie Gonzalez, amerikai golfozó († 2020)
- február 27. – Hlavati András, ifjúsági világbajnok, felnőtt világbajnoki ezüstérmes és kétszeres Európa-bajnoki ezüstérmes súlyemelő, sport- és gyógymasszőr, testépítő edző
- március 6. – Fred Arthur, kanadai jégkorongozó
- március 8. – Peter Larsson, svéd válogatott labdarúgó
- március 17. – Sam Bowie, amerikai kosárlabdázó
- március 19. – Rune Bratseth,  norvég válogatott labdarúgó
- március 21. – Lothar Matthäus, Aranylabdás, világ- és Európa-bajnok német válogatott labdarúgó, edző
- március 22. – Jacek Zieliński, lengyel labdarúgó, edző
- március 25. – Peter Steblyk, kanadai jégkorongozó
- március 27. – Ken Solheim, kanadai jégkorongozó
- április 7. – Luigi De Agostini, olasz válogatott labdarúgó
- április 9. – Tony Arima, finn jégkorongozó († 2005)
- április 12. – Corrado Fabi, olasz autóversenyző
- április 23. – Pierluigi Martini, olasz autóversenyző
- április 24. – José Touré, olimpiai bajnok francia labdarúgó, csatár
- április 25. – Olekszandr Hennagyijovics Jahubkin, szovjet színekben világ- és Európa-bajnok ukrán amatőr ökölvívó († 2013)
- május 8. – Andrea Pollack, olimpiai és Európa-bajnok német úszó († 2019)
- május 10. – Ivan Salaj, szerb kosárlabdázó († 2020)
- június 3. – César Zabala, paraguayi válogatott labdarúgó († 2020)
- június 18. – Manuel Pereira, világbajnok spanyol párbajtőrvívó, edző
- június 23. – Andrea Borella, olimpiai, világ- és Európa-bajnok olasz tőrvívó
- június 29. – Víctor Genes, paraguayi válogatott labdarúgó, edző († 2019)
- július 5. – Zlatko Saračević, olimpiai bajnok jugoszláv-horvát válogatott kézilabdázó
- július 19. – Leveles László, magyar ökölvívó
- július 22. – Aljakszandr Mikalajevics Kurlovics, olimpiai, világ- és Európa-bajnok szovjet-fehérorosz súlyemelő († 2018)
- július 26. – Szergej Alekszandrovics Fokin, szovjet válogatott orosz labdarúgó
- július 28. – Yannick Dalmas, francia autóversenyző
- augusztus 1. – Kurucz Ádám, olimpiai válogatott magyar labdarúgó, csatár († 2018)
- augusztus 2. – Kambe Szugao, japán labdarúgó
- augusztus 14. – Cunami Szatosi, japán válogatott labdarúgó, edző
- augusztus 15. – Marilena Neacșu, világbajnoki ezüstérmes román szertornász, edző
- augusztus 20. – Plamen Nikolov, bolgár válogatott labdarúgókapus
- szeptember 9. – Matjaž Kek, szlovén válogatott labdarúgó, edző
- szeptember 17. – Sergio Marchant, chilei válogatott labdarúgó, olimpikon († 2020)
- szeptember 19.
  - Don Beaupre, kanadai jégkorongozó
  - Josimar, brazil válogatott labdarúgó
- szeptember 21. – Tone Tiselj, szlovén kézilabdázó, edző
- szeptember 26. – Ajan Szadakov, bolgár válogatott labdarúgó, középpályás, edző († 2017)
- szeptember 30. – Eric van de Poele, belga autóverseny, Formula–1-es pilóta
- október 1. – Gerald Messlender, osztrák válogatott labdarúgó, hátvéd († 2019)
- október 16. – Chris Doleman, amerikai amerikaifutball-játékos, Pro Football Hall of Fame-tag († 2020)
- október 26.
  - Anthony Bates, angol nemzetközi labdarúgó-asszisztens
  - Manuel Estiarte, olimpiai és világbajnok spanyol vízilabdázó
- október 27. – Tóth Margit, tornász, olimpikon, magyar bajnok
- november 7. – Mark Hateley, angol válogatott labdarúgó, edző
- november 12. – Nadia Comăneci, olimpiai bajnok román tornász
- november 14. – Ben Coleman, amerikai kosárlabdázó († 2019)
- november 15. – Károlyi Tibor, sakkozó, nemzetközi mester, magyar bajnok
- november 18. – Mauro Numa, olimpiai, világ- és Európa-bajnok olasz tőrvívó
- november 22. – Alemão, Copa América-győztes brazil válogatott labdarúgó, edző
- november 26. – Petr Málek, olimpiai ezüstérmes cseh sportlövő († 2019)
- december 7. – Bill Stewart, kanadai jégkorongozó
- december 19. – Mauro Galvão, olimpiai ezüstérmes, Copa América-győztes brazil válogatott labdarúgó, edző
- december 23. – Jean-Philippe Rohr, olimpiai bajnok francia válogatottlabdarúgó

## Halálozások
- január 28. – Ingvald Eriksen, olimpiai ezüstérmes dán tornász (* 1884)
- január 30. – Aaron Ward, World Series bajnok amerikai baseballjátékos (* 1896)
- február 12. – John Skrataas, olimpiai ezüstérmes norvég tornász (* 1890)
- február 16. – Dazzy Vance, World Series bajnok amerikai baseballjátékos, National Baseball Hall of Fame and Museum tag (* 1891)
- február 17. – Doc Johnston, World Series bajnok amerikai baseballjátékos (* 1887)
- február 18. – Johannes Birk, olimpiai ezüstérmes dán tornász (* 1893)
- február 26. – Henry Brown, olimpiai ezüstérmes brit-ír gyeplabdázó (* 1887)
- március 5. – Léon Quaglia, Európa-bajnok francia jégkorongozó, gyorskorcsolyázó, olimpikon *( 1896)
- március 13. – Joe Berry, amerikai baseballjátékos (* 1872)
- április 10. – Albrekt Almqvist, svéd olimpikon, kötélhúzó (* 1880)
- április 21. – Serafino Mazzarocchi, olimpiai bajnok olasz tornász (* 1890)
- április 23. – Jack Barry, World Series-bajnok amerikai baseballjátékos, menedzser (* 1887)
- április 28. – Georg Albertsen, olimpiai bajnok dán tornász (* 1889)
- április 30. – Jean De Bie, olimpiai bajnok belga válogatott labdarúgókapus (* 1892
- május 4.
  - Wouter Brouwer, világbajnok holland vívó (* 1882)
  - Johannes Hengeveld, olimpiai ezüstérmes holland kötélhúzó (* 1894)
- május 8. – Weldon Wyckoff, World Series bajnok amerikai baseballjátékos (* 1893)
- június 2. – Per Mathisen, olimpiai bajnok norvég tornász (* 1885)
- június 13. – Christian Hansen, olimpiai bronzérmes dán tornász (* 1891)
- július 17. – Ed Reulbach, World Series bajnok amerikai baseballjátékos (* 1881)
- július 18. – Hod Eller, World Series bajnok amerikai baseballjátékos (* 1894)
- július 25. – Carlton Molesworth, amerikai baseballjátékos (* 1876)
- július 26. – Eino Forsström, olimpiai ezüst- és bronzérmes finn tornász (* 1889)
- augusztus 21. – Pierre Georges Louis d’Hugues, francia vívó, olimpikon (* 1873)
- augusztus 23. – Beals Wright, olimpiai és US Open győztes amerikai teniszező, International Tennis Hall of Fame (* 1879)
- augusztus 29. – Niels Petersen, olimpiai ezüst- és bronzérmes dán tornász (* 1885)
- szeptember 6. – Wolfgang von Trips, német autóversenyző (* 1928)
- szeptember 9.
  - Jesse Barnes, World Series bajnok amerikai baseballjátékos (* 1892)
  - Rube Oldring, World Series bajnok amerikai baseballjátékos (* 1884)
- szeptember 21. – Guy de Luget, olimpiai bajnok francia tőrvívő (* 1884)
- szeptember 22. – Mel Marquette, amerikai autóversenyző (* 1884)
- szeptember 23. – Ted Jourdan, World Series bajnok amerikai baseballjátékos (* 1895)
- október 21. – Harry Gleason, amerikai baseballjátékos (* 1875)
- december 5. – Aage Walther, olimpiai ezüstérmes dán tornász (* 1897)
- december 6. – Albert Geromini, Európa-bajnok, világbajnoki ezüstérmes és olimpiai bronzérmes, Spengler-kupa győztes, nemzeti bajnok svájci jégkorongozó (* 1896)
- december 15. – Jean Piot, olimpiai és világbajnok francia vívó (* 1890)
- december 19. – Kalle Kustaa Paasia, olimpiai bronzérmes finn tornász (* 1883)
- december 22. – Gustaf Rosenquist, olimpiai bajnok svéd tornász (* 1887)
- december 28. – Bernard Fawcett, Európa-bajnoki bronzérmes brit jégkorongozó, olimpikon (* 1909)